# Thaïs
Thaïs és una òpera en tres actes de Jules Massenet sobre un llibret en francès de Louis Gallet, basat en la novel·la homònima d'Anatole France, tenint en compte La Tentation de Saint-Antoine, de Flaubert. La novel·la, al seu torn, es basa en la llegenda cristiana de santa Tais, una prostituta egípcia que va ser convertida per Sant Pafnuci. Això la fa la santa patrona de les prostitutes penedides. L'òpera va ser estrenada a l'Òpera de París el 16 de març de 1894, fent-se càrrec del paper protagonista la soprano nord-americana Sibyl Sanderson, per a la qual Massenet havia escrit el paper.
Està ambientada a Egipte sota la dominació romana. La història gira entorn d'un monjo cenobita, Athanaël, que intenta convertir Tais, una cortesana d'Alexandria devota del culte a Venus, al cristianisme.
La famosa Méditation (Meditació) per a violí i orquestra, que és interpretat amb el teló baixat entre dues escenes de l'acte II, es troba entre les petites peces més conegudes d'aquesta obra, i ha estat arranjada per a diversos instruments.
Després de Manon i Werther, Thaïs és una de les òperes principals de Massenet, però no és representada amb la freqüència d'aquelles altres. El paper de Thaïs, similar al d'una altra de les heroïnes de Massenet, Esclarmonde, és famós per la seua dificultat, grans modulacions, havent de passar en més d'una ocasió a notes quasi inaccessibles i el personatge és psicològicament molt complex. Entre les grans intèrprets del paper cal esmentar Carol Neblett, Géori Boué, Renée Doria, Anna Moffo, Beverly Sills, Leontyne Price i, més recentment, Renée Fleming.
El rol de Athanaël és igualment difícil en tant que ha de representar els sentiments encontrats del cenobita, i requereix un baríton amb fort caràcter. L'orquestració és molt rica, passant de moments molt sensuals a altres plens d'espiritualitat.

## Origen i context
L'obra va ser escrita per la famosa soprano nord-americana Sybil Sanderson, musa de Massenet en el moment.
Louis Gallet, el llibretista, no va acceptar l'aspecte innovador escèptic, irònic i discretament anticlerical d'Anatole France. Per contra, va organitzar el drama de manera particularment estricta i eficaç.

## Argument

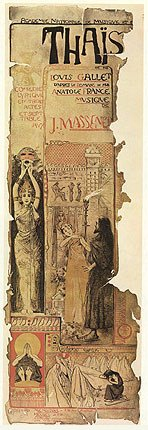
Cartell original de Thaïs

### Acte I
Escena 1
Un grup de monjos cenobites fan un àpat frugal i preguen junts abans d'anar-se'n a dormir. Athanaël, l'asceta més rigorós entre tots ells, arriba i confessa al superior que darrerament se sent destorbat per somnis on li apareix Thaïs, una cortesana i sacerdotessa de Venus, que ell havia conegut temps enrere a llur ciutat nativa d'Alexandria, i que amb la seua vida llicenciosa ha emplenat d'escàndol la ciutat, de la qual ell acaba de venir. Creient que les visions són un senyal de Déu, resol, en contra de l'advertència de Palémon, tornar a Alexandria, per tal de convertir Thaïs, i obligar-la a ingressar en un monestir al bell mig del desert.
Escena 2
Athanaël retorna a Alexandria i visita el seu vell amic Nicias, un ric hedonista. Nicias li dona la benvinguda, obrint-li els seus braços, i li revela que actualment Thaïs és la seva invitada i amant. Una vegada sap sobre els plans d'Athanaël, se'n riu, advertint el seu amic que la venjança de Venus pot ser terrible. Malgrat tot, li procura els vestits adequats que Athanaël li demana per poder assistir, aquella mateixa tarda, a una festa en què Thaïs actuarà com a comedianta principal i per última vegada. Les esclaves de Nicias, Crobyle i Myrtale abillades amb luxe vesteixen Athanaël burlant-se sarcàstiques del pudor que manifesta.
La festa comença. Thaïs arriba i canta un duet amb Nicias: és la darrera nit que passaran plegats. Després pregunta per aquell personatge estrany, Athanaël, qui pot escoltar-la i li respon dient-li que és vingut per a ensenyar-li "el desdeny de la carn i l'amor al dolor." No temptada amb aquesta proposició, Thaïs ofèn el decòrum d'Athanaël amb una seductiva melodia. Ell surt enfurismat, però promet que hi tornarà. Ella el repta: "Goseu tornar, vós que desafieu Venus!"

### Acte II
Escena 1
Esgotada de la festa, Thaïs expressa la insatisfacció que li fa la seua vida de plaer i riqueses però que és buida de sentit, i medita sobre el fet que un dia el pas del temps destruirà la seua bellesa. Athanaël apareix en aquest moment especialment vulnerable per a Thaïs, pregant a Déu perquè l'amagui a la seua vista. Li diu que ell l'estima en esperit, i no per la seua bellesa, i que per tant el seu amor durarà per sempre, ja que l'entregarà com a esposa a Jesús. Intrigada, ella li demana que li explique el camí d'aquest nou amor. Ell li diu que si es converteix, guanyarà la vida eterna. Thaïs, a punt de deixar-se convèncer per l'eloqüència del monjo, de sobte torna a reafirmar-se en la seua visió nihilista de la vida i el fa fora. No obstant això, després d'una llarga meditació (intermedi musical de la Meditació), canvia de parer.
Escena 2
Thaïs s'ha unit a Athanaël i ha decidit de canviar de vida i seguir-lo al desert. Ell li ordena que creme sa casa i totes les possessions materials, per a destruir les restes del seu abjecte passat. Ella accepta, però pregunta si pot quedar-se amb una estatueta d'Eros, el déu de l'amor, explicant a Athanaël que ella va pecar no per l'amor sinó contra l'amor. Però quan Athanaël sap que Nicias li va regalar l'estatueta, ell mateix la destrueix. Aqui l'acció passa a un nou quadre en l'estança de Nicias on és organitzat un divertiment que inclou un ballet a l'estil de la gran òpera francesa. Tot queda interromput per la presència d'Athanaël a qui segueix Thaïs vestida d'una roba humil, apareix Nicias, qui els acaba de veure, amb un grup d'amics enfurismats i tota una turbamulta, que comencen a apedregar-los. Tot i que Nicias es mostra estupefacte davant la decisió de Thaïs, finalment la respecta i llança grapats de monedes per a distreure la gentada. Thaïs i Athanaël fugen.

### Acte III
Escena 1
Thaïs i Athanaël caminen a través del desert en direcció al monestir on ella serà destinada a ésser esposa de Jesús. Thaïs està esgotada, però Athanaël l'obliga a continuar com a penitència pels seus pecats. Arriben a una font. Athanaël comença a sentir compassió per ella li besa les ferides dels peus i li dona a beure una mica d'aigua i a menjar d'uns fruits. D'aquesta manera comparteixen uns breus instants espirituals. Poc després arriben al monestir on deixarà Thaïs al càrrec de l'abadessa Albine. Athanaël s'adona que ha complert la seua missió i que no veurà Thaïs mai més.
Escena 2
Els monjos cenobites expressen preocupació pel caràcter esquerp d'Athanaël des del seu retorn. Confessa a Palémon que Thaïs l'obsessiona. Palémon li recorda de nou l'advertència que li havia fet. Athanaël cau en un somni i té una nova remenbrança eròtica de Thaïs, sentint al mateix temps la premonició que ella morirà aviat.
En pensar que la seua existència no té sentit sense Thaïs, sort tot corrents, desesperat, travessa de nou el desert en mig de la tempesta amb la intenció de trobar-la encara amb vida. Quan arriba al seu costat ella és en el seu llit de mort acompanyada de les religioses que preguen i que s'aparten discretament a l'arribada d'Athanaël. Aquest li diu que tot el que li ha contat és mentida, que "res no és veritat a banda de la vida i l'amor carnals," i que l'estima. Ella li recorda els moments espirituals viscuts i no l'escolta. En èxtasi suprem descriu com el cel s'obre i els àngels la reben, tot just en el moment que veu Déu. Athanaël cau de genolls demanant pietat.